# هيرونيموس فبريسوس
هيرونيموس فبريسوس (بالإيطالية: Girolamo Fabrici)‏‏ (1537 - 1619) هو عالم تشريح وجراح شهير في العلوم الطبية، ويلقب بـ«أبو علم الأجنة». وهو أستاذ العالم الإنجليزي الشهير ويليام هارفي مُكتشف الدورة الدمويّة الكبرى.

## حياته
ولد في منطقة لاتيوم، ودرس في جامعة بادوفا، وحصل فيها على درجة الدكتوراه في الطب سنة 1559 على يد غابرييلي فالوبيو. ثم أصبح أستاذ تشريح خاص 1562 - 1565. وسنة 1565 أصبح أستاذ الجراحة والتشريح في جامعته خلفاً لمعلمه غابرييلي فالوبيو.